# Microcreagris tacomensis
Espèce
Synonymes
- Ideobisium tacomense Ellingsen, 1909

Microcreagris tacomensis est une espèce de pseudoscorpions de la famille des Neobisiidae.

## Distribution
Cette espèce est endémique du Washington aux États-Unis. Elle se rencontre dans le comté de Pierce.

## Systématique et taxinomie
Cette espèce a été décrite sous le protonyme Ideobisium tacomense par Ellingsen en 1909. Elle est placée dans le genre Microcreagris par Beier en 1932.

## Étymologie
Son nom d'espèce, composé de tacom[a] et du suffixe latin -ensis, « qui vit dans, qui habite », lui a été donné en référence au lieu de sa découverte, Tacoma.

## Publication originale
- Ellingsen, 1909 : On some North American pseudoscorpions collected by Dr. F. Silvestri. Bollettino del Laboratoria di Zoologia Generale e Agraria della R. Scuola sup. d'Agricoltura, Portici, vol. 3, p. 216-221 (texte intégral).